# R 21 (Senegal)

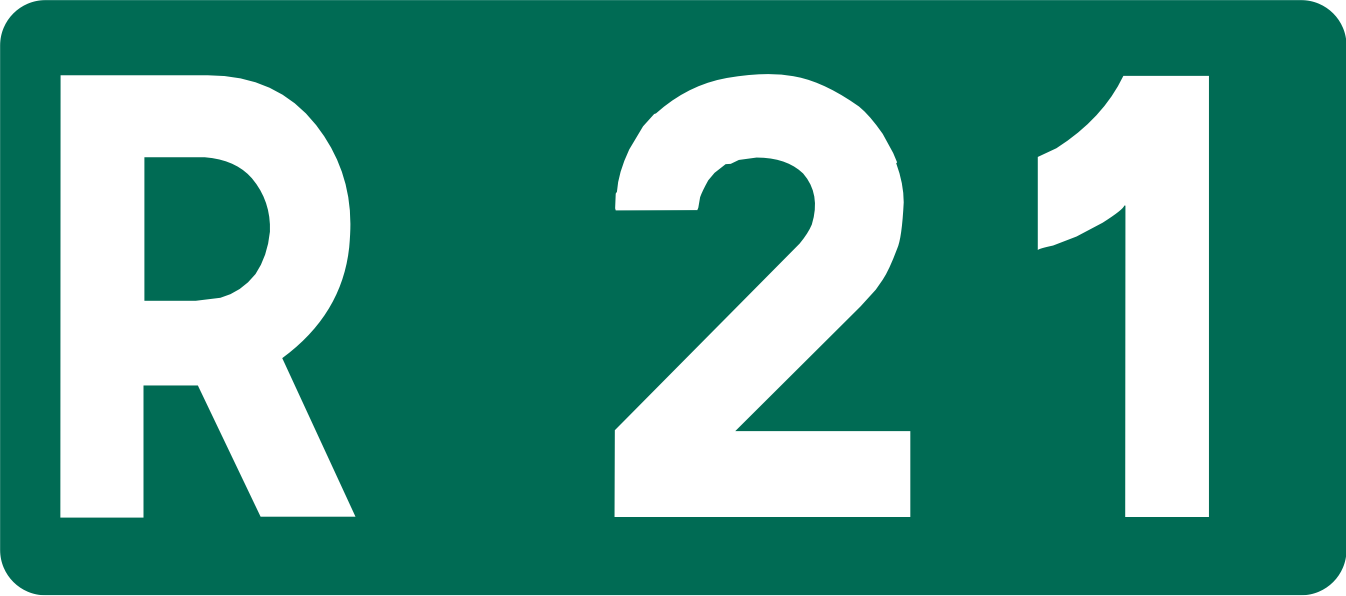
Beschilderung der Regionalstraße

Die R 21 ist eine wichtige Regionalstraße der Casamance im Süden Senegals. Sie begleitet mit mehr oder weniger Abstand das nördliche Ufer des Casamance-Flusses.
Der Straßenverlauf beginnt in Kolda mit einer Brücke über den Casamance-Fluss als Verzweigung von der N 6. Während die N 6 am Südufer des Flusses nach Ziguinchor führt, passiert die R 21 als erstes auf dem Nordufer das Stadtzentrum von Kolda. Ihr weiterer Weg geht nach Westen über die benachbarte Regionalpräfektur Sédhiou und endet 16 Kilometer vor Bignona an der Einmündung in die N 4 und die Strecke bis dahin ist 153 Kilometer lang.
Die R 21 ist die einzige Verbindung aus dem Département Sédhiou nach Westen zur N 4 und zu den Städten Bignona und Ziguinchor. Das ganze Département ist durch die Unterläufe des Casamance-Flusses und des Soungrougrou fast vollständig umschlossen und so vom Rest Senegals auf dem Landweg schlecht erreichbar. Bei Marsassoum bildet der Soungrougrou, der hier nach Süden fließt und der Gezeitenströmung ausgesetzt ist, zusammen mit seinem amphibischen und mit Mangroven bestandenen Westufer ein 3500 Meter breites Hindernis. Um die Passage dennoch zu ermöglichen, wurde am Westufer im Zuge der R 21 ein Straßendamm aufgeschüttet, der 2000 Meter durch das Mangrovengebiet führt und als Zubringer zur Fährrampe noch 1000 Meter in das Flussbett hineinreicht. 
Den Lückenschluss besorgte jahrzehntelang der Bac de Marsassoum als Autofähre. Eine störanfällig gewordene motorisierte Doppelendfähre pendelte mehrmals täglich über die verbleibende Flussöffnung. Im Januar 2022 wurde der Fährverkehr durch den 485 Meter langen Pont de Marsassoum als mautpflichtige Brücke ersetzt.